# Гаррі Любсе
Гаррі Любсе (нід. Harry Lubse, нар. 21 вересня 1951, Ейндговен) — нідерландський футболіст, нападник.
Насамперед відомий виступами за клуб ПСВ, а також національну збірну Нідерландів.
Триразовий чемпіон Нідерландів. Володар Кубка УЄФА.

## Клубна кар'єра
У дорослому футболі дебютував 1969 року виступами за команду клубу ПСВ, в якій провів одинадцять сезонів, взявши участь у 254 матчах чемпіонату.  Більшість часу, проведеного у складі ПСВ, був основним гравцем атакувальної ланки команди.
Згодом з 1980 по 1984 рік грав у складі команд клубів «Берсхот» та «Гелмонд Спорт».
Завершив професійну ігрову кар'єру у клубі «Вітесс», за команду якого виступав протягом 1984—1985 років.

## Виступи за збірну
У 1975 році дебютував в офіційних матчах у складі національної збірної Нідерландів. Протягом кар'єри у національній команді, яка тривала 4 роки, провів у формі головної команди країни лише 1 матч, забивши 1 гол.
У складі збірної був учасником чемпіонату світу 1978 року в Аргентині, де разом з командою здобув «срібло».

## Титули і досягнення
- Чемпіон Нідерландів (3):

ПСВ:  1974–75, 1975–76, 1977–78
- Володар Кубка Нідерландів (1):

ПСВ: 1975–76
- Володар Кубка УЄФА (1):

ПСВ:  1977–78
- Віце-чемпіон світу: 1978